# Camberley
Camberley (engelskt uttal: [ˈkæmbərliː]) är en stad i grevskapet Surrey i sydöstra England. Staden är huvudort i distriktet Surrey Heath och ligger cirka 47 kilometer sydväst om centrala London. Tätorten (built-up area) hade 36 783 invånare vid folkräkningen år 2021.